# Reino Börjesson
Pour les articles homonymes, voir Börjesson.
Reino Börjesson, né le 4 février 1929 et mort le 22 octobre 2023, est un joueur de football international suédois.
Il participe à la Coupe du Monde 1958.

## Biographie
Reino est le fils de Erik Börjesson ayant joué le premier match international de la Suède.
Il fait ses débuts sous le maillot national le 21 octobre 1951 avec une défaite 3-1 contre le Danemark.
Ses performances en club lui permettent d'être sélectionné par George Raynor pour le mondial 1958, justement en Suède.

### Aventure de la coupe du monde
Reino Börjesson participe au parcours qui mène la Suède à la finale de la Coupe du monde de football 1958, contre le Brésil.
Reino reste sur le banc lors du premier match et la victoire 3-0 sur le Mexique et contre la Hongrie (victoire 2-1). Il joue contre le Pays de Galles, match qui se termine sur un score nul et vierge de 0-0. La Suède passe le barrage soviétique 2-0, et l'équipe de la RFA 3 buts à 1.
L’équipe porte l'espoir de tout le pays, Reino est titulaire sur la feuille de match, mais ne peut rien faire face à Vavá, Pelé ou Mário Zagallo qui permettent au Brésil de gagner sur un score de 5-2, et de remporter la finale du mondial.

### Décès
Il meurt le 22 octobre 2023.